# Regierungsbezirk Worms
Der Regierungsbezirk Worms war zwischen 1850 und 1852 ein Regierungsbezirk im Großherzogtum Hessen. Der Bezirkssitz war Worms.

## Geschichte

### Rahmen
Die Revolution von 1848 im Großherzogtum Hessen führte auch zu einer Verwaltungsreform, weil die bis dahin bestehenden mittleren Verwaltungsebenen, Kreise und Provinzen, von den Bürgern als Instrumente staatlicher Unterdrückung wahrgenommen wurden. Diese Verwaltungsebenen wurden abgeschafft und durch zunächst zehn Regierungsbezirke ersetzt. Die neue Struktur trat zum 21. August 1848 in Kraft. Dabei entstand auch der Regierungsbezirk Mainz als einer von zehn Regierungsbezirken im Großherzogtum. Dazu wurde die komplette ehemalige Provinz Rheinhessen zum neuen Regierungsbezirk Mainz umdeklariert.

### Gründung
Das Gebiet des Regierungsbezirks Mainz erwies sich aber als zu umfangreich. Deshalb wurde 1850 der Regierungsbezirk Worms ausgegliedert, das Gebiet der ehemaligen Kreise Alzey und Worms. Allerdings gab es bei der Umsetzung Schwierigkeiten und die „Regierungs-Commission zu Worms“ konnte nicht – wie ursprünglich geplant – ihre Arbeit schon am 11. Juli 1850 aufnehmen. Die entsprechende Verordnung wurde erst zum 16. September 1850 umgesetzt.
Die Regierungskommission des Regierungspräsidiums Worms wurde gebildet aus:
- Heinrich Karl Joseph Schmitt als Dirigent, zuletzt in gleicher Funktion im Regierungsbezirk Heppenheim tätig,
- Heinrich Christoph Knorr von Rosenroth und zuletzt in gleicher Funktion im Regierungsbezirk Nidda tätig,
- Carl Friedrich Parcus, zuletzt Mitglied der Regierungskommission des Regierungsbezirks Mainz.

### Ende
Als Produkt der Märzrevolution wurde die Gebietsreform von 1848 nach dem Sieg der restaurativen Kräfte in der Reaktionsära 1852 wieder rückgängig gemacht und aus dem Gebiet des Regierungsbezirks Worms die ursprünglichen beiden KreiseAlzey und Worms, wiederhergestellt.